# 大亞洲

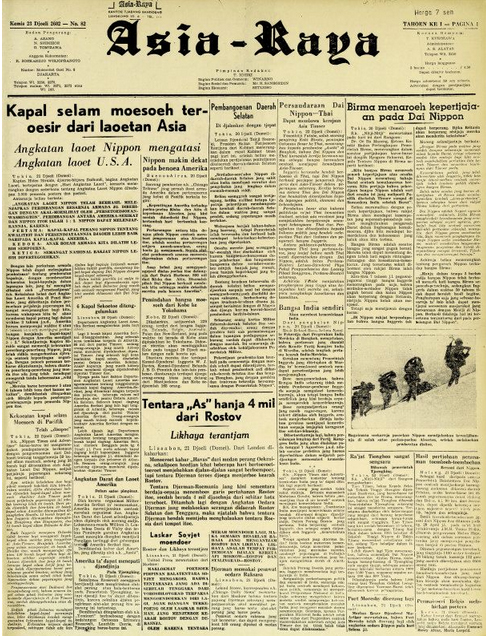
1942年7月23日《大亞洲》頭版

《大亞洲》（或拼作「Asia Raja」）是東印度群島日佔時期的一份印度尼西亞語報章，在巴達維亞（今雅加達）出版。

## 背景
1942年大日本帝國佔領荷屬東印度之後，便參照對待其他佔領地的政策，要求小說家阿部知二等日本作家和知識分子前往東印度群島，融入當地的土著社會。由這190人組成的「宣傳組」於1942年初抵達巴達維亞（今雅加達），並創辦了《大亞洲》日報，參加管理和出版工作的除了日本人，還有土著員工。

## 歷史
《大亞洲》的創刊號在1942年4月29日出版，一份四版。《大亞洲》為日報，初期發行量為15,000份，每份售價1角。報社大部分土著員工都參加過保守派政黨大印度尼西亞黨黨報《一般新聞》（Berita Oemoem）的編務，另一些土著員工則來自更激進的社團（通常是左派社團）。
1943年2月，審查局頒令宣布，由於日本戰時需要導致紙張短缺，《大亞洲》的版數將從四版減少到兩版，但報社每星期可以出版一期四版的報紙；同時報社宣佈自當年3月起調高訂閱費。1944年，報社又開始徵收附加費，有傳這樣做是為了向勞務者和鄉土防衛義勇軍軍人支薪。
1945年3月12日，《大亞洲》日報在巴達維亞都酒店舉行了一場座談會，邀請了一群「社會代表」來討論如何振興獨立運動，講者包括後來成為印尼總理的苏丹·夏赫里尔，以及後來成為政府部長的奧托·伊斯干達·迪·納塔和瑪麗婭·烏爾法·桑托索。《大亞洲》於當月15、17和18日連載了座談會的討論內容。
1945年8月17日印尼獨立後，《大亞洲》照常運作，並發表了關於廣島與長崎原子彈爆炸，以及印尼共和國政府成立的消息，直到同年9月7日才因為政權變更而宣佈停刊，並以大字頭條「《大亞洲》告別」（"Asia Raya Minta Diri"）向讀者道別。
印度尼西亞國家檔案館收錄了載有各期《大亞洲》日報內容的微缩胶片。

## 政治立場
《大亞洲》日報是政治宣传工具，強調日本令亞洲各地「共存共榮」的願景，並盡量避免報導日軍的戰爭罪行。該報會正面報導可能引起反感的內容，例如他們會把在外島工作的勞務者稱為英雄。
該報形容日軍士兵「勇敢」、「強大」，又形容盟軍士兵「搖擺不定」、「優柔寡斷」和「軟弱」，在措辭上明顯偏向日本。該報的廣告也會這樣描寫日軍和盟軍。

## 著名人物
曾為《大亞洲》撰稿的著名作家包括薩努西·巴奈（文化專欄撰稿人）、阿赫迪亞特·卡爾達·米哈查、巴格里·西里格爾、穆罕默德·巴爾法斯（短篇小說）、安查爾·阿斯馬拉（短篇小說及連載小說）、H·B·耶辛、羅西漢·安瓦爾、烏斯瑪爾·伊斯邁耳（詩歌及短篇小說）和鲁斯丹·埃芬迪（詩歌）。另外，《大亞洲》還翻譯、刊登了罗宾德拉纳特·泰戈尔、圣雄甘地等人的著作。

## 腳註
1. ↑  Mahayana 2007，第177頁.
2. 1 2  Mahayana 2007，第178頁.
3. 1 2  Mahayana 2007，第179頁.
4. 1 2  Mark 2011，第238頁.
5. 1 2  Mahayana 2007，第180頁.
6. ↑  Mrázek 1994，第251頁.
7. 1 2  Mahayana 2007，第181頁.
8. ↑  Mahayana 2007，第184頁.
9. ↑  Mahayana 2007，第185頁.
10. ↑  Mahayana 2007，第186頁.
11. ↑  Tempo 1975, Balfas Berpulang.
12. ↑  Mahayana 2007，第209–215頁.